# روبيان شاذ
أنومالوكاريس («الروبيان الشاذ»), هو جنس منقرض من الأنومالوكريديديات، وهي فصيلة من حيوانات يُعتقد أنها ذات صلة قريبة من أسلاف المفصليات. أول أحفورة للأنومالوكاريس عثر عليها في طَفَل أوجيجوبسيس, بواسطة جوزيف فريدريك وايتيفس، ثم عثر على أمثلة أخرى بواسطة تشارلز دوليتل والكوت في طَفَل برجيس. أكتشف في الأصل أجزاء أحفورية متفرقة من هذا الكائن (مثل الفم وزوائد التغذية والذيل) وكان يعتقد أنها عبارة عن كائنات منفصلة، لكن هذا التفسير الخاطئ صححه لاحقا هاري ب ويتينغتون ودريك بريغيز عام 1985 في مقالة في دورية علمية. يُعتقد بأن الأنومالوكاريس أحد الأمثلة المبكرة للمفترسات العلوية، رغم العثور على أمثلة أخرى في المراسب الأحفورية الأقدم من الكمبري.

## التشريح

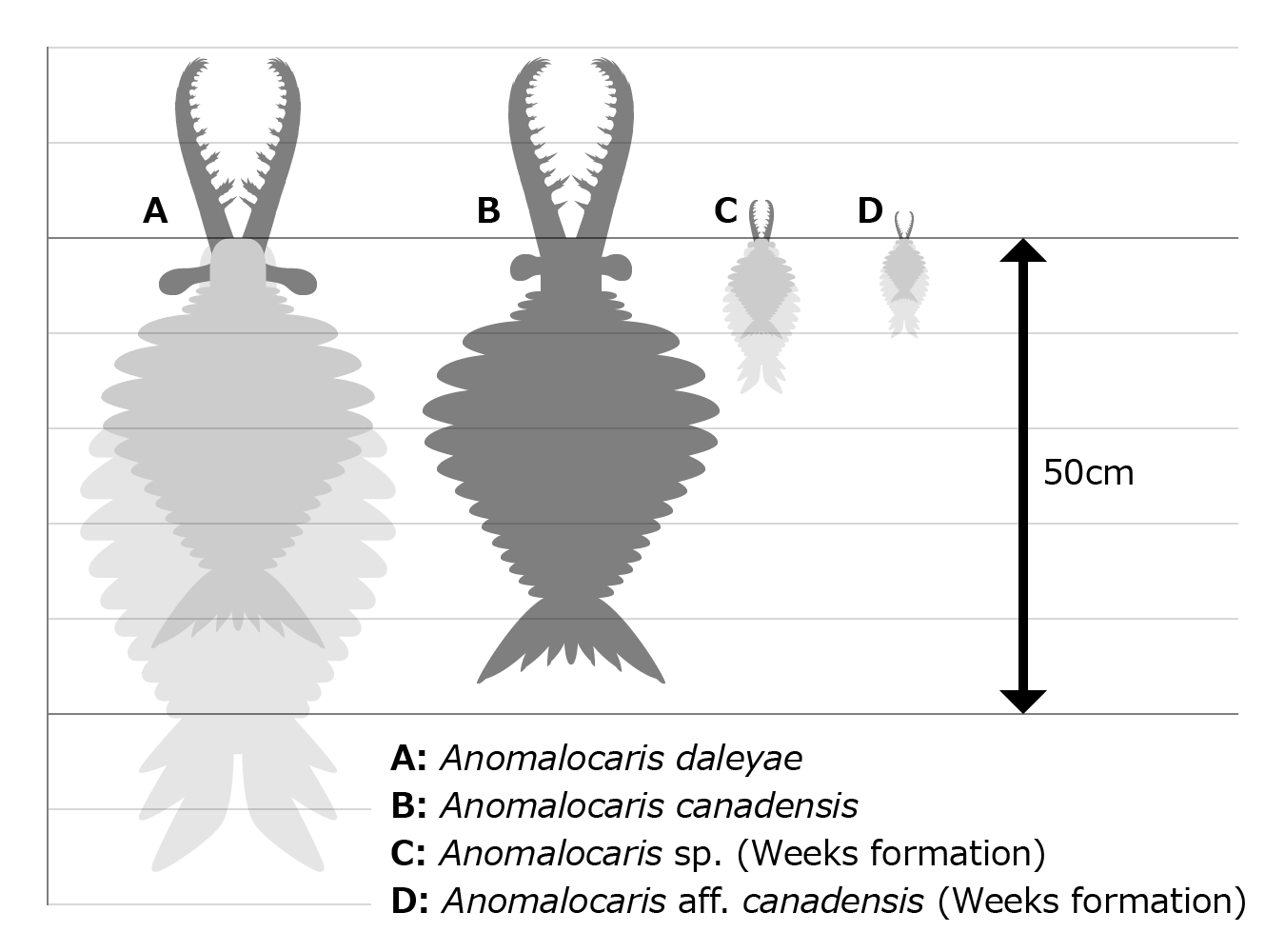
تقدير قياسات الأنومالوكاريس

بالنسبة للزمن التي عاشت فيه، فإن الأنومالوكاريس تعتبر كائناً عملاقا نسبياً يصل طولها إلى 38 سم باهمال قياس الذيل والزوائد الأمامية. التقدير السابق لحجمها الذي كان متراً واحدا،  مستبعد الحدوث، وذلك استناداً لنسب أجزاء الجسم، (يبلغ طول الجسم حوالي 2 و 2.8 ضعف طول الزوائد الأمامية في نوع A. canadensis ونوع A. sp. ELRC 20001 على التوالي) ويبلغ طول أطول زواد أمامية حوالي 18 سم وهي ممدودة. كانت تدفع بجسمها عبر الماء بواسطة تمويج رفارفها المرنة التي تقع على حافتي جسمها. كل رفرف يميل تحت جزء من الرفرف الخلفي، وهذا التراكب يسمح للفصوص على جانبي الجسم بأن تعمل مثل الزعانف، لتزيد من كفاءة السباحة. هذه الطريقة في السباحة تم محاكاتها في أحد النماذج الآلية التي يتم التحكم بها عن بعد وأظهرت هذه الطريقة في السباحة ثباتاً جوهرياً، وهذا يعني أن الأنومالوكاريس لا تحتاج إلى دماغ معقد لتنظيم التوازن أثناء السباحة. جسم الأنومالوكاريس يزداد عرضا بين الفص الثالث والخامس، ويضيق باتجاه الذيل؛ ولديها 11 فص. لكن يصعب تمييز الفصوص القريبة من الذيل، وهذا يصعب تحديد عدد الفصوص بدقة. بالنسبة لرفارف الجذع الرئيسية، فإن النوع A. canadensis يمتك 13 زوجا،  بينما يمتلك نوع آخر لم يسمى وجد في تشينغيانغ (Anomalocaris sp. ELRC 20001) 11 زوجاً على الأقل.

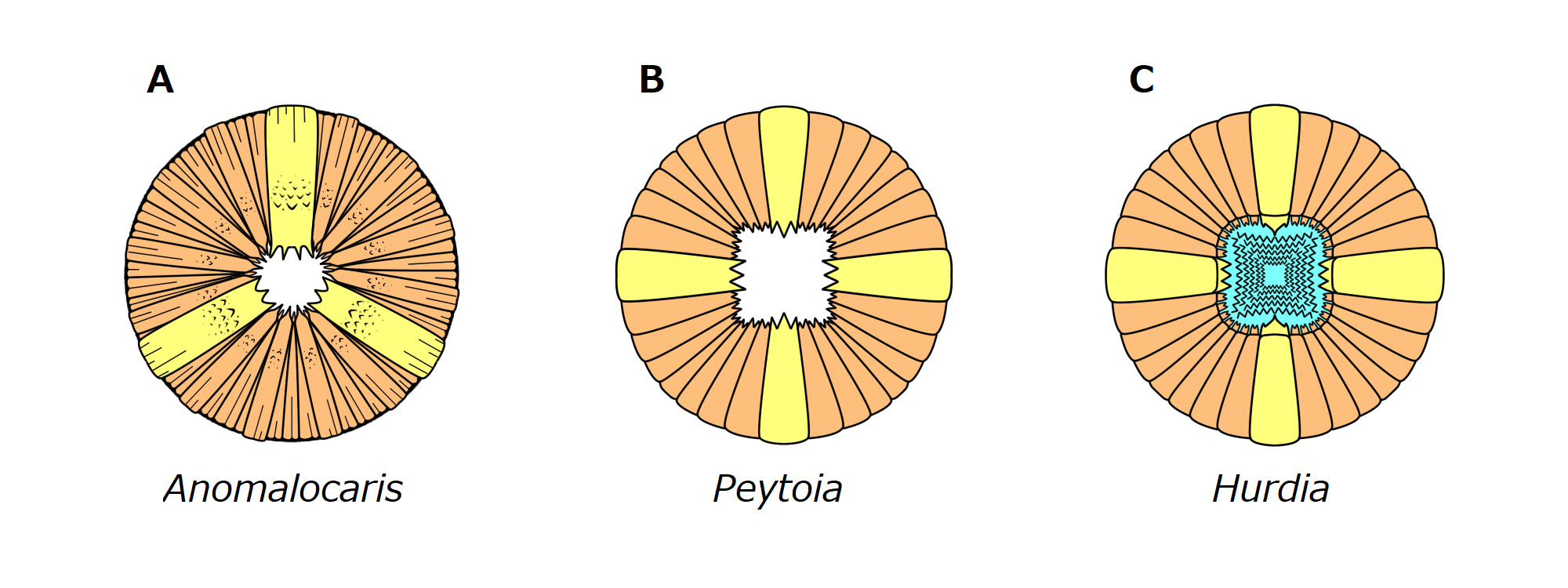
الأفواه المخروطية

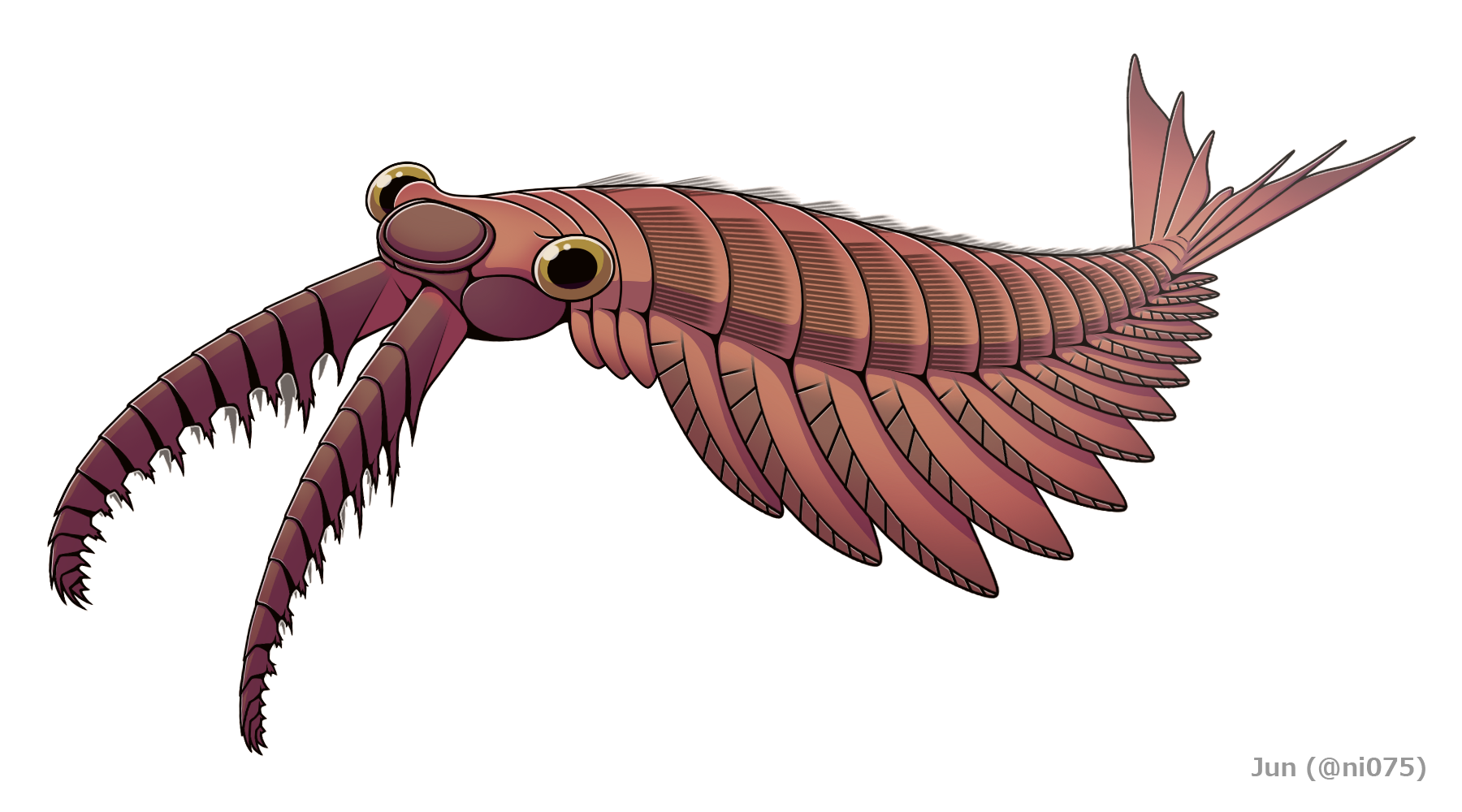
إعادة بناء لنوع أنومالوكاريس كانادينسيس، فيها صفائح على الرأس وشفرات شوكية تغطي الجذع الظهري.

لدى الأنومالوكاريس فم فريد قرصي الشكل يعرف باسم الفم المخروطي، يتركب الفم المخروطي من عدة ألواح ذات ترتيب ثلاثي التشعع، ثلاث ألواح كبيرة، وثلاث إلى أربع ألواح متوسطة يمكن أن توجد بين كل من الصفائح الكبيرة، ثم ألواح أصغر بينهم. معظم الصفائح تتجعد مكونة درنات حرشفية قرب فتحة الفم. هذا الفم المخروطي مختلف جداً عن أفواه بعض الهورديات النمطية من رتبة شعاعيات الأسنان، مثل البيتويا والهورديا، التي لها أفواه ناعمة رباعية التشعع (بينما الأنومالوكاريس ثلاثية التشعع). يحتوي الفم في مقدمته على زوائد في مقدمة الرأس (17.7 سم عندما يتم مدهما). إن من الصفات المشتركة لدى شعاعيات الأسنان بما فيها الأنومالوكاريس، وجود ثلاث صفائح في أعلى وجانبي الرأس. الصحيفة العلوية تعرف بدرع الرأس، أو الدرع الظهري، وهي بيضاوية ممدودة جانبياً، مع اطار متمايز في أطرافها الخارجية. أما الصفيحتين الجانبيتين المتبقيتين، فهما أيضاً بيضاويتين، لكن متصلتين بعود ناتئ. كان يعتقد خطأً في السابق بأنهما عينان ضخمتان مركبتان. الأنواع المختلفة تمتلك أشكال جسم مختلفة، بعضها لديه دبير ذو شوكتين، بينما لا يمتلك البعض الآخر ذيولاً. البعض منها جسمها عارٍ لا تغطيه الصفائح، بينما تغطي الصفائح أجساد الأنواع الثانية. لدى الأنومالوكاريس 14 قطعة قدمية على كل زائدة أمامية مسطحة جانبياً  (وحدات قطاعية، واحدة على الأقل للجذع، و 13 للمنطقة المتمفصلة القاصية)، تقريباً كل واحدة مائلة مع زوج من الشوك البطني. هاتين الشوكتين البطنيتين هما أيضاً فيهما أشواك ثانوية متفرعة من الجوانب الأمامية والخلفية للشوك البطني. الذيل مروحي وكبير، مكون من زوج  أو ثلاثة أزواج كبيرة من فصوص زعنفية الشكل، وواحدة فصية طرفية (كما هو الحال في نوع A. canadensis) أو زوج من الأشواك الممدودة (كما هو الحال في نوع A. sp. ELRC 20001). الدراسات السابقة اقترحت أن مروحة الذيل كانت تستخدم لدفع الجسم خلال مياه العصر الكمبري، إلا أن دراسات هيدروديناميكية اقترحت أن الذيل وظيفته التوجيه، لا الدفع. خياشيمها شعرية الشكل ورفيعة وطويلة، تعرف باسم الشفرات الرمحية، ومرتبة في صفوف لتشكل شفرات شوكية. الشفرات الشوكية متصلة من جهة حوافها من الجهة العلوية للكائن، شفرتين شوكيتين لكل قطاع من قطاعات الجسم، وهناك مقسم في المنتصف، يفصل الخياشيم.
اكتشفت عيون متحفرة في طفل إيمو باي ‏ (طفل شاطئ إيمو) تنتمي لأنومالوكاريس غير مسماة (A. cf. canadensis)، وعثر عليهما - العين والكائن - في نفس الطبقة  (كان يعتقد سابقا أنها واحد من أنواع "A". briggsi، وهي أنواع لا يحتمل أنها من الأنومالوكاريس)، استناداً إلى هذه العيون، فإن عيون الأنومالوكاريس أقوى بـ30 مرة من عيون التريلوبايت، التي طالما أعتقد بأنها صاحبة العيون الأقوى من بين معاصريها. هذه العيون ذات الـ16,000 عدسة، تتمتع بجودة وضوح من 3 سنتيمترات عرضاً، ولا ينافسها إلا اليعاسيب الحديثة، التي لديها 28,000 عدسة في كل عين. وعلاوة على ذلك، تحليلات أوبسينات الانسلاخيات، تنبئ بأن الأنومالوكاريس قد تتمتع برؤية مزدوجة اللون.

## الاكتشاف

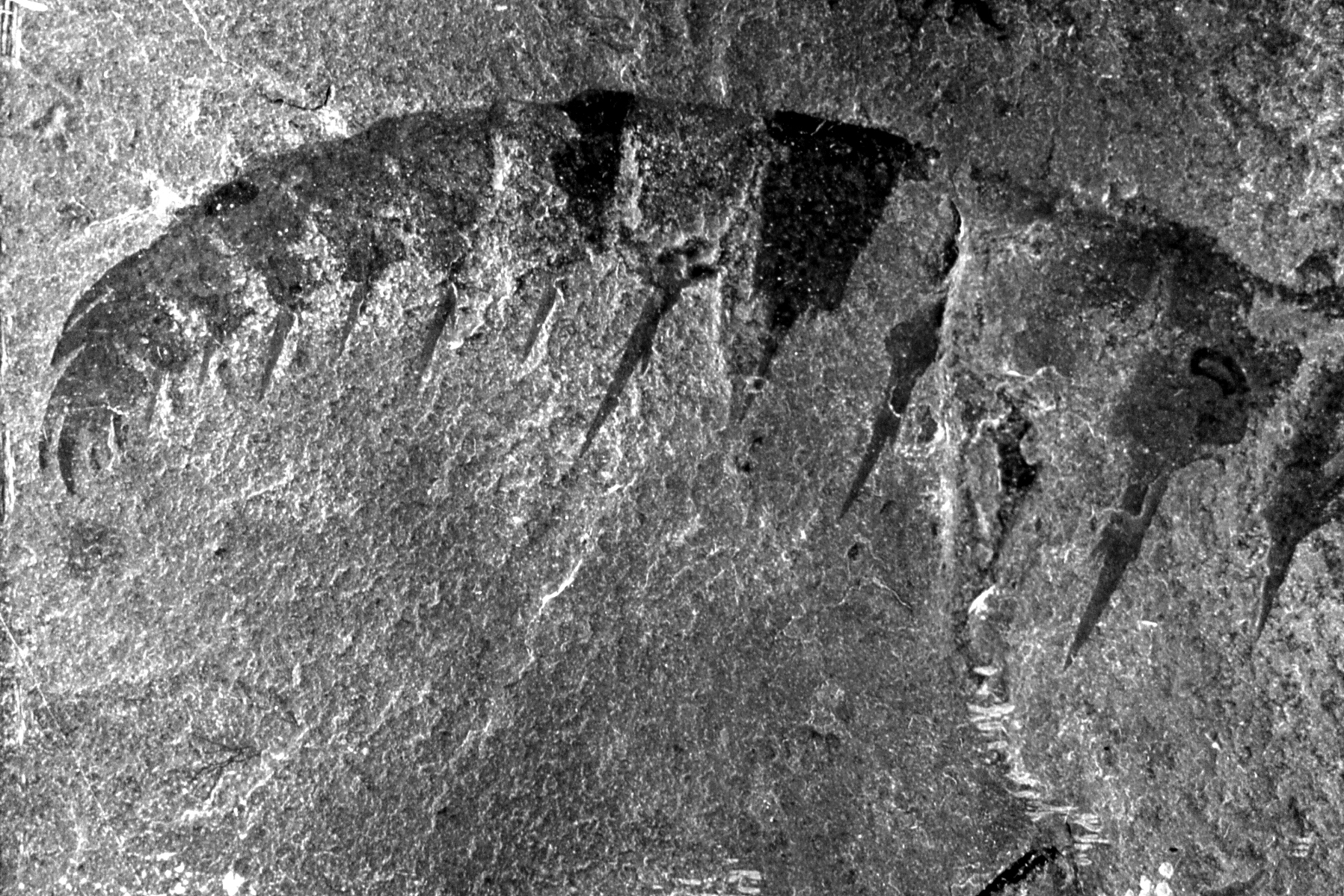
"ذراع" الأنومالوكاريس (مخالب, ~8.5 سم طولاً), بواسطة والكوت كواري, الكامبري الأوسط, بالقرب من فيلد، كولومبيا البريطانية, كندا.

الأنومالوكاريس تم تعريفها بشكل خاطئ عدة مرات، وذلك بسبب تركيب جسمها من أجزاء متمعدنة وأخرى غير متمعدنة؛ حيث يتكون الفم وزوائد التغذية من أجزاء صلبة سهلة التحجر أكثر من أجزاء الجسم الأخرى اللينة. يرجع أصل تسميتها إلى وصف شيء يشبه «الذراع» تم وصفه بواسطة جوزيف فريدريك وايتيفز، في عام 1892, وهذه «الذراع» اعتبرت ككائن قائم بذاته ينتمي للقشريات، وذلك بسبب تشابهه مع ذيل الكركند والروبيان. أول فم متحجر ينتمي للأنومالوكاريس تم اكتشافه بواسطة تشارلز دوليتل والكوت، الذي عرف الفم على أنه ينتمي إلى القناديل، ووضعه ضمن جنس البيتويا. وأيضاً أكتشف والكوت زائدة تغذية أخرى، لكنه فشل في ملاحظة تشابهها مع ما أكتشفه وايتيفز سابقا، وقام بتعريفها على أنها زائدة تغذية أو ذيل للسيدينيا المنقرضة. وأما الجسم فتم اكتشافه بشكل منفصل وتم تعريفه على أنه إسفنج ينتمي لجنس لاجانيا؛ وأما الفم فعثر عليه مع الجسم، لكن تم تفسير الفم بواسطة مكتشفه سيمون كونواي موريس على أنه بيتونيا ولا علاقة له بالجسم الذي اكتشفت معه، وأعتقد أنها تحجر بالصدفة مع الجسم (اللاجانيا). لكن في وقت لاحق، بينما كان هاري ب وايتينغتون يزيل طبقة من الصخور من أحد العينات التي أعتقد أنها لا علاقة لها بالعينات السابقة، أكتشف بشكل قاطع اتصال الذراع (التي كان يعتقد أنها روبيان) مع الفم (الذي كان يعتقد أنه قنديل بحر). ربط وايتينغتون بين العينتين، لكن أحتاج الموضوع إلى سنوات عديدة من الباحثين ليكتشفوا أن ما يتم العثور عليه جنباً إلى جنب من البيتويا واللاجانيا وزوائد التغذية ما هي إلا كائن واحد ضخم. لكن بما أن البيتويا تم تسميتها أولاً، أصبحت هي التسمية لهذا الكائن ككل. أما أذرعة التغذية، أتت من عينة أكبر لنوع مختلف من البيتويا و «اللاجانيا»، وهي التي حصلت على اسم الأنومالوكاريس.
ستيفن جي جولد أشار إلى الأنومالوكاريس كأحد الأنواع المتحجرة المنقرضة التي أعتبرها كدليل على مدى التنوع في الشعب التي عاشت في عصر الكامبري.(ناقش هذا في كتابه الحياة الرائعة)، وهي نتيجة اختلف حولها علماء أحافير آخرين.
 في عام 2011، تم العثور على ست أحافير من العيون المركبة من العصر الكامبري (515 مليون سنة مضت) تم العثور عليها من موقع للتنقيب عن الآثار في إمو باي، في جزيرة كانغارو في أستراليا. العيون المكتشفة التي تنتمي إلى الأنومالوكاريس، أثبتت أن الأنومالوكاريس عبارة عن كائن مفصلي، كما كان يشتبه في ذلك من قبل. وكذلك أثبت هذا الاكتشاف أن عيون المفصليات المتقدمة التي تميز «بين العدو والصديق والبيئة المحيطة» تطورت في وقت مبكر، قبل تطور الأرجل ذات المفاصل أو الهياكل الخارجية الصلبة. هذه العيون أقوى بثلاثين مرة من عيون ثلاثي الفصوص، التي كانت يعتقد لفترة طويلة أنها تملك العيون الأقوى من الأنواع التي عاصرتها. عرض كل عين 3 سنتمترات، فيها 30,000 عدسة، وهي تنافس في قدرتها الميزية اليعسوب المعاصر، الذي يمتلك 28,000 عدسة في كل عين. 

## البيئة

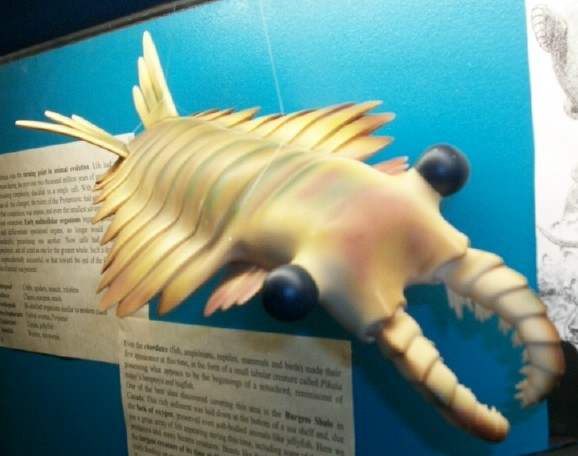
نموذج للأنومالوكاريس, متحف الدينصورات الوطني, كانبرا، أستراليا.

الأنومالوكاريس تتميز بأنها ذات توزيع عالمي في بحار العصر الكمبري، ووجدت في رواسب أوائل إلى منتصف العصر الكمبري، في كندا والصين ويوتا وأستراليا، وغيرها.
كانت هناك أراء تمسكت ولوقت طويل بأن الأنومالوكاريس تتغذى على الحيوانات ذات الأجسام الصلبة، مثل ثلاثي الفصوص. وبالرغم من أن غدد المعى المتوسط تشير بقوة إلى نمط حياتها الافتراسي، إلا أن قدرتها على اختراق القشور الصلبة كانت موضع جدل في السنوات الأخيرة. تم العثور على أحافير لثلاثي الفصوص من العصر الكمبري وعليه علامات «قضمات» على شكل حرف W، وهذا النمط قد تم تفسيره بأنه يرجع لنفس شكل أجزاء الفم التابعة للأنومالوكاريس. هناك نوع واحد على الأكثر A. Canadensis الذي يبدو أنه يملك القدرة على التهام المتعضيات ذات الهياكل الصلبة؛ أما الأنواع الأخرى فمن المرجح أنها تقتصر في غذائها على الكائنات رخوة الجسم.
هناك أدلة قوية تشير إلى أن الأنومالوكاريس قد تغذى على ثلاثي الفصوص، وهذه الأدلة أتت من كريات البراز المتحجرة التي تحتوي على أجزاء من ثلاثي الفصوص، وأجزاء كبيرة بحيث أن الأنومالوكاريدات هي الوحيدة المعروفة في ذلك العصر القادرة على إخراج هذا الحجم. على كل حال، يبدو أنه من المستبعد أن يستطيع الأنومالوكاريس اختراق الأجزاء الصلبة المتكلسة لثلاثي الفصوص، وذلك للافتقار الأنومالوكاريس للأنسجة المتمعدنة. وبدلاً من ذلك، قد يكون هناك كائن آخر، كثلاثي الفصوص على سبيل المثال، الذي يحتمل أنه أنتج هذا النوع من النجو المتحجر. 

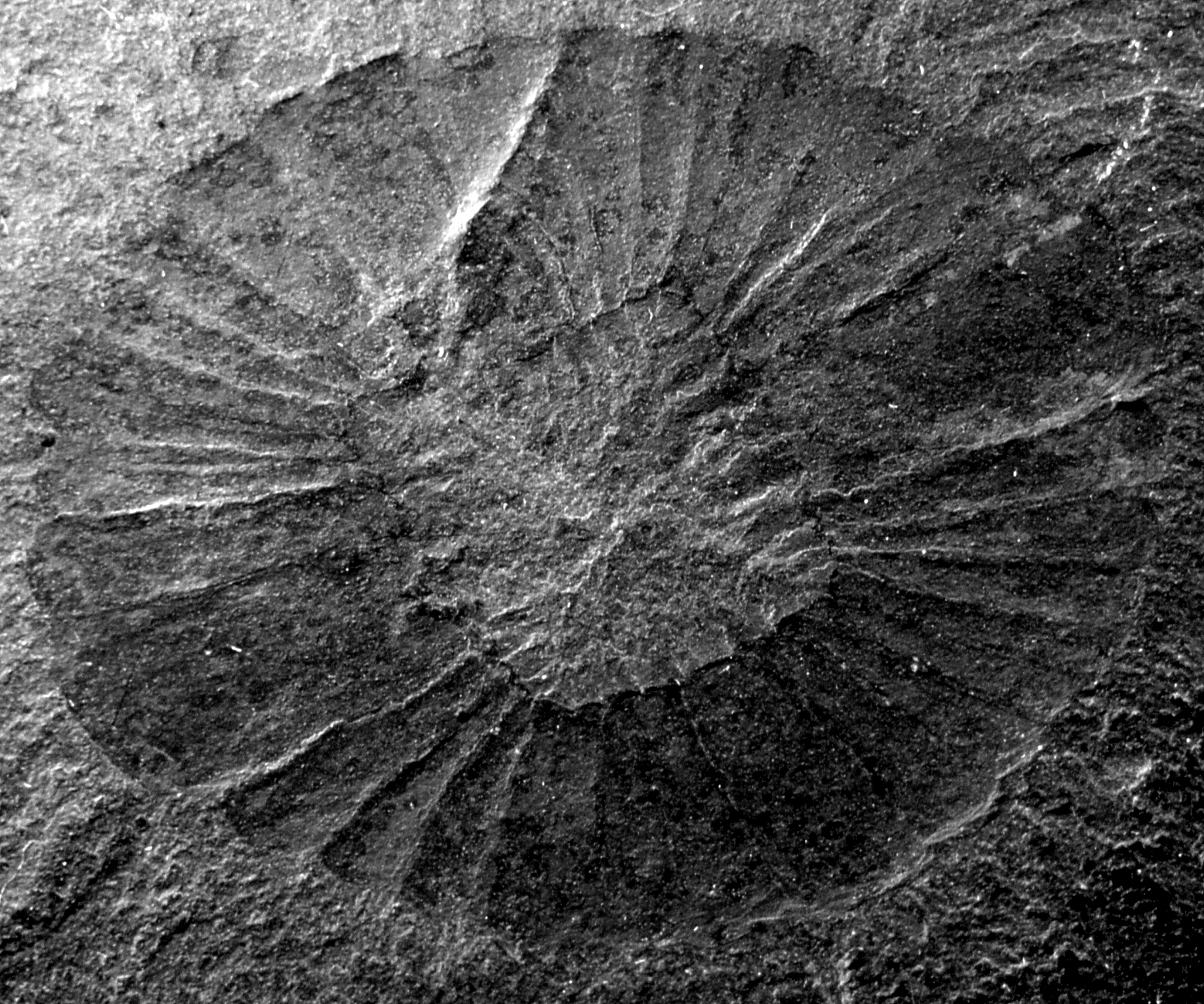
جزء من فم أنومالوكاريس كندانيسس (5.25سم × 4.25سم) بواسطة والكوت كوراي, من طَفل برجس. هذا الجزء عرف سابقاً بأنه قنديل بحر, بيتويا ناثورست. ويمكن رؤية أنها تشبه في تراصها حلقات ثمرات الأناناس.

أحد الاحتمالات أن الأنومالوكرديسيات تتغذى بواسطة القبض على أحد نهايات فرائسها بين ثنايا فكاكها بينما تستخدم أطرافها لتهز الطرف الآخر من الفريسة ذهاباً وإياباً، وهذا يولد شداً مستغلاً ضعف إهاب المفصليات (هياكلها الخارجية)، مما يسبب تهتك هيكل الضحية الخارجي، سانحاً الفرصة للمفترس في التهام أحشاء الفريسة. يعتقد أن هذا السلوك سبب ضغطاً تطورياً لثلاثي الفصوص بأن تكور أجسامها أثناء تعرضها للهجوم لتحمي أجسامها من الثني حتى الموت. على كل حال، إن افتقار أجزاء فم الأنومالوكريدات للأغطية يوحي بأنها لا تهاجم قشور ثلاثي الفصوص المتمعدنة. تشير أحد النمذجات على الحاسب بأن أجزاء فم الأنومالوكاريس مهيئة لمص أجسام المتعضيات الرخوة الصغيرة، (ولا يمكن لها بأن تكون المسؤولة عن العديد من تشوهات ثلاثي الفصوص).
لا تعتبر أجزاء فم الأنومالوكاريس رباعية المحاور كما هو الحال في البيتويا، لكنها تمتلك ثلاث محاور رئيسة وفتحة مركزية صغيرة؛ وربما يشير هذا إلى أن هذه النوع يتغذى بواسطة امتصاص الأجزاء الصغير، وليس بواسطة نهش الأجزاء الصلبة من الكائنات اللأخر.